# Kvatre
 Ovo je glavno značenje pojma Kvatre. Za članak o mitološkim bićima pogledajte Kvatre, mitološka bića.
Kvatre ili četverovremena su dani na početku svakoga od četiri godišnja doba, u kojima se Crkva od davnine, prateći ciklus godišnjih doba, posvećuje molitvama, djelima pokore i ljubavi, i to na velike nakane Crkve i svijeta.
U godišnji ciklus liturgije utkana su četiri tjedna posta i molitve, svaki u jednom godišnjem dobu. Ta četiri tjedna zovu se kvatre ili tjedni, a ti dani, kvatreni dani, ili jednostavno kvatre. U kvatrenom tjednu slavi se u srijedu, petak i subotu. Kvatre su pokornički dani u kojima se želi na intenzivniji način susresti Boga u molitvi, djelima milosrđa prema bližnjima i na razne druge načine.
"Red euharistijskih procesija, kvatri i prosnih dana" izdan 1985. godine (vrijedi i danas) određuje o kvatrima sljedeće: 
- Zimske, pred Božić, potkraj građanske godine, u drugom tjednu došašća a prije 17. prosinca, neka budu posvećene kršćanskoj dobrotvornosti i zahvali Bogu za njegova dobročinstva;
- Proljetne, u prvom korizmenom tjednu, posvećuju se pokori i obraćenju;
- Ljetne, nakon svetkovine Duhova, neka budu posvećene molitvi za posvetu ljudskog rada i za urod zemlje;
- Jesenske, sredinom rujna, neka se osobito moli za svećenička i redovnička zvanja te za kršćansku izgradnju mladeži.

## Povijest
Kvatre su nastale iz nastojanja Crkve u Rimu, da učini nešto da se spriječe rimske poganske svečanosti, koje su se zadržale i nakon proglašenja kršćanstva državnom religijom rimskog imperija. Poganski Rim slavio je tri puta godišnje svoja slavlja vezano uz poljoprivredne poslove. U Galiju (Francusku) kvatre se uvode izričitom naredbom samog cara Karla Velikog početkom 9. stoljeća, a u Englesku ih uvode misionari Grgura Velikog. U Hispaniju (Španjolsku i Portugal) kvatre se uvode uvođenjem same Rimske liturgije. Papa Grgur VII. je na rimskoj sinodi godine 1078. konačno odredio i kvatrene termine: prvi korizmeni tjedan, zatim tjedan nakon Duhova (Pedesetnice), nakon blagdana Uzvišenja sv. Križa (14. rujna) i tjedan nakon sv. Lucije (13. prosinca). Prema novim odredbama zimske kvatre moraju biti prije 17. prosinca, da se ne bi preklapale s danima intenzivne priprave za Božić.